# 북대전IC시외버스정류소
북대전IC시외버스정류소는 대전광역시 유성구 화암동에 위치한 대한민국의 시외버스정류장이다.

## 역사
본래 북대전 나들목 인근은 호남고속도로지선에서 진출한 고속버스 또는 시외버스가 인근 주민의 편의를 위해 2010년 2월 11일부터 북대전 나들목 앞에 만남의광장을 조성하면서 임시하차가 실시되었다. 당시에는 인천공항, 동서울, 인천 방면 노선이 정차하였으며, 시외버스 노선만 하차 가능하고 승차는 불가능했다. 또한 고속버스 노선은 여객자동차운수사업법 상 하나의 행정구역에 중간 정류소를 한곳만 세울 수 있었기 때문에 북대전 나들목 앞 만남의광장에 승하차가 불가능했다.
이 때문에 대전 북부권인 송강, 관평동 등의 주민들의 이용 편의를 위해 2016년 대전시에서 유성복합터미널 준공 전까지 북대전 나들목 인근에 간이정류소 신설을 추진해 2017년 1월 금남고속이 대전시에 북대전IC 시외버스 정류소 설치를 허가받아 2017년 3월 28일부터 운행에 들어갔다.

## 운행 노선
- 2017년 5월 17일부터 대전복합터미널과 금남고속 간 법정 분쟁으로 인해 김포공항, 인천국제공항 방면 시외버스가 운행 중지되었다.
- 각 방면 시외버스는 유성 방면 시외버스가 이곳에 하차시키는 방식으로 운행한다.

| 운행 노선       | 운행업체                   | 운행구간 | 운행구간 | 운행구간 | 경유지 | 배차 간격 | 시간표                                          |
| --------------- | -------------------------- | -------- | -------- | -------- | ------ | --------- | ----------------------------------------------- |
| 북대전 ↔ 동서울 | 금남고속 삼흥고속 중부고속 | 북대전   | ↔        | 동서울   | 무정차 | 20~30분   | 첫차:06:35(북대전 기준) 막차:21:25(북대전 기준) |
| 북대전 ↔ 성남   | 금남고속 중부고속          | 북대전   | ↔        | 성남     | 무정차 | 40분      | 첫차:06:55(북대전 기준) 막차:21:25(북대전 기준) |
| 북대전 ↔ 인천   | 금남고속 중부고속          | 북대전   | ↔        | 인천     | 무정차 | 30~40분   | 첫차:06:25(북대전 기준) 막차:20:35(북대전 기준) |
| 북대전 ↔ 청주   | 서울고속                   | 북대전   | ↔        | 청주     | 남청주 | 4회       | 07:45, 08:15, 11:10, 19:05                      |

## 위치
대전전자디자인고등학교 맞은 편에 위치해 있으며, 시내버스 정류장에 인접한 위치에 있다.

## 운영 논란 및 파행
북대전IC시외버스정류소는 설치를 추진할 때부터 말이 많았다. 북대전 나들목 인근 도로는 폭이 편도 3차로에 고속으로 주행하는 차량이 많아 교통사고 등의 위험 요소가 항상 도사리고 있으며, 이러한 도로에 대형 차량인 시외버스가 정류장에 정차하기 위해 속도를 줄이게 되면 심각한 정체 현상으로 교통혼잡이 예상되어 논란이 일었다. 또한 대전시에서는 이와 별개로 기존의 유성시외버스정류소와 유성고속버스터미널을 통합해 유성복합터미널 신축을 추진하고 있기 때문에 새로운 간이정류소를 설치하는 것보다는 유성복합터미널과 대전복합터미널 중심으로 시외버스 운영을 재정비하기까지 다소 불편함이 있더라도 인근의 정류장을 이용할 수 있게 유도하는 것이 검토되어야 한다는 주장도 제기되었다.
정류소 설치 직전에는 대전복합터미널 주식회사와 대전서남부터미널을 운영하는 루시드에서 여객운수사업법을 근거로 하여 "승차권 판매와 설치·운영은 당연히 터미널에서 맡아야 한다"고 주장하고 대전시가 법조항에 따른 합의와 행정조치에 소홀했다고 주장하면서 반발했다. 또한 대전복합터미널과 북대전정류소의 시외버스 예매 전산시스템이 서로 달라 호환이 이루어지지 않아 일부 노선에서 정상적인 승차권 발매가 이루어지지 않았다. 이로 인해 대전복합터미널과 루시드 측에서는 정류소 사업자인 금남고속을 상대로 '북대전 IC정류소 승차권 판매 가처분신청'을 제기했으며 5월 17일 대전지방법원에서는 가처분 신청을 인용 결정하면서 금남고속에서 매표 발권을 중단했다.
터미널 사업자 측에서 승소한 것은 2007년부터 2008년 사이에 벌어진 청주여객터미널에서 서울고속간 청주북부정류장 승차권판매금지가처분신청에서 "모든 승차권의 판매는 원칙적으로 터미널사업자에게 위탁해야 한다"고 결정한 대법원 판례가 있었기 때문이다. 당시 재판부에서는 "터미널사업자 이외의 사람에게 승차권 판매를 위탁하여 발생할 수 있는 운송질서 문란 행위 및 승객들의 불편을 방지" 및 "버스터미널 외부에 승차권 판매소를 설치하고 승차권을 판매하면 터미널사업자의 승차권 위탁 판매 수수료 수입이 감소되어 터미널사업자의 사업 기반이 위태로워지고 이로 인해 공공복리 증진이라는 여객자동차운수사업법의 목적을 달성하지 못할 우려가 높기 때문"이라고 판결 이유를 들었다.
이에 대해 금남고속에서는 이 결정에 불복해 6월 4일 이의신청을 제기하면서 항소했으나 기각되었다.
법정 분쟁이 마무리되면서 현재 사용하고 있는 예매 시스템을 대전복합터미널과 동일한 한국스마트카드 전산 시스템을 적용할 예정이며, 약 1년 이상 운행 중지되었던 김포공항, 인천국제공항 방면 시외버스도 다시 정차할 예정이다.